# Американская история ужасов: Психбольница
«Америка́нская исто́рия у́жасов: Психбольни́ца» (англ. American Horror Story: Asylum, другие названия: «Лечебница», «Психушка») — второй сезон телесериала «Американская история ужасов», транслировавшийся на канале FX с 17 октября 2012 по 23 января 2013 года.

## Описание
Действие второго сезона происходит в психиатрической больнице для душевнобольных преступников «Брайарклифф» в 1964 году. Главой клиники является властная монахиня сестра Джуд, которой помогает сестра Мэри Юнис, и основатель клиники монсеньор Тимоти Говард. Журналистка Лана Уинтерс, занимающаяся освещением в прессе серии жестоких убийств молодых женщин, приезжает в «Брайарклифф», куда на лечение поступает главный подозреваемый — Кит Уокер. Но став невольной свидетельницей зверских вещей, происходящих в больнице, она, по приказу сестры Джуд, сама оказывается одной из её пациентов.

## В ролях

### Основной состав
- Закари Куинто — доктор Оливер Тредсон
- Джозеф Файнс — монсеньор Тимоти Говард
- Сара Полсон — Лана Уинтерс
- Эван Питерс — Кит Уокер
- Лили Рэйб — сестра Мэри Юнис Макки / Дьявол
- Лиззи Брошре — Грейс
- Джеймс Кромвелл — доктор Артур Арден
- Джессика Лэнг — сестра Джуд Мартин

### Приглашённые актёры
- Хлоя Севиньи — Шелли
- Иэн Макшейн — Ли Эмерсон

### Второстепенный состав
- Наоми Гроссман — Пеппер
- Фредрик Лене — Фрэнк Маккэнн
- Клеа Дюваль — Венди
- Бритни Олдфорд — Альма Уокер
- Дженна Дуан — Тереза
- Дилан Макдермотт — Джонни
- Фрэнсис Конрой — ангел Смерти (Шахат)
- Адам Левин — Лео
- Марк Энгелхардт — Карл
- Барбара Тарбак — мать Клавдия
- Марк Консуэлос — Спиви
- Марк Марголис — Сэм Гудмен
- Франка Потенте — Анна Франк
- Робин Бартлетт — Доктор Миранда Крамп

## Список эпизодов
| № общий | № в сезоне | Название                                                 | Режиссёр             | Автор сценария  | Дата премьеры   | Произв. код | Зрители США (млн) |
| --- | ---------- | -------------------------------------------------------- | -------------------- | --------------- | --------------- | ----------- | ----------------- |
| 13 | 1          | «Добро пожаловать в Брайрклифф» «Welcome to Briarcliff»  | Брэдли Букер         | Тим Майнир      | 17 октября 2012 | 2ATS01      | 3,85              |
| В наши дни, Тереза и Лео проводят медовый месяц в походах по домам с привидениями. Они пробираются в Брайрклифф, заброшенную психиатрическую клинику, где что-то отрывает Лео руку. Тереза пытается найти помощь, но вход перекрыт цепью, и она встречает человека в окровавленной маске. В 1964 году, Кита и его жену Альму похищают пришельцы. Репортёр Лана приезжает в Брайрклифф встретиться с сестрой Джуд, которая заведует клиникой, и наблюдает, как полиция привозит нового пациента – это серийный убийца по имени Кит. Сестра Джуд обвиняет доктора Ардена в том, что тот забирает пациентов для опытов, и они умирают. Лана решает вернуться в Брайрклифф ночью, чтобы узнать правду. Она встречает в лесу сестру Мэри Юнис, которая кормит мясом неизвестных существ, и впускает Лану внутрь в обмен на молчание. Лану атакует неизвестное существо, и она приходит в себя, обнаруживая, что застряла в клинике в качестве пациента. Доктор Арден, бывший СС, экспериментирует над Китом и извлекает странный жучок из его шеи. |            |                                                          |                      |                 |                 |             |                   |
| 14 | 2          | «Сладости и гадости» «Tricks and Treats»                 | Брэдли Букер         | Джеймс Вонг     | 24 октября 2012 | 2ATS02      | 3,06              |
| Тереза убегает от маньяка, который закалывает Лео. Девушка Ланы переживает из-за неё и собирается вытащить из клиники, но её убивает маньяк. Лана говорит сестре Джуд, что напишет обо всем происходящем. Та приходит к доктору Ардену с просьбой провести электрошоковую терапию над Ланой. В Брайрклифф приезжает Оливер Тредсон, психиатр, назначенный для оценки состояния Кита. Сестра Джуд принимает семейную пару, которая озабочена состоянием своего сына. Оливер вмешивается в разговор и просит поговорить с парнем. Тот одержим, и клиника вызывает экзорциста. Лана говорит Грейс, что знает секретный тоннель, ведущий из клиники в лес, и предлагает бежать вместе. Грейс хочет бежать вместе с Китом, так как верит в его невиновность. Арден приглашает домой проститутку, устраивая романтический вечер и прося её надеть монашеское одеяние. Та находит фотографии связанных девушек и убегает. Сеанс экзорцизма в клинике провален, одержимый парень напоминает сестре Джуд о её прошлом и умирает. Происходит сбой электричества и Кит с Грейс собираются бежать, но Лана не может позволить маньяку вырваться и зовёт охрану. Становится очевидно, что дьявол перешёл из умершего юноши в сестру Мэри Юнис. |            |                                                          |                      |                 |                 |             |                   |
| 15 | 3          | «Ветер с северо-запада» «Nor'easter»                     | Майкл Аппендал       | Дженнифер Солт  | 31 октября 2012 | 2ATS03      | 2,47              |
| Лео все ещё жив, и с его помощью Тереза убивает парня в маске. Но есть ещё двое, которые убивают их и сами погибают от рук настоящего маньяка. Шторм надвигается на Брайрклифф, и сестра Джуд решает устроить вечер с кино. Мэри Юнис красится красной помадой, приносит сестре Джуд вино, пытается соблазнить Ардена, который восхищался до этого её чистотой, и настраивает людей друг против друга. Лана просит Оливера передать сообщение её девушке. Оливер сообщает Лане, что её подруга пропала и он начинает сомневаться в виновности Кита. Лана, Грэйс и Кит убегают в лес через тоннель, но подвергаются нападению непонятных существ и вынуждены вернуться обратно. |            |                                                          |                      |                 |                 |             |                   |
| 16 | 4          | «Я — Анна Франк (Часть 1)» «I Am Anne Frank (Part 1)»    | Майкл Аппендал       | Джессика Шарзер | 7 ноября 2012   | 2ATS04      | 2,65              |
| В клинике появляется женщина, называющая себя Анна Франк, которая обвиняет Ардена в том, что он военный преступник и эсэсовец, мучивший людей в концентрационных лагерях. Сестра Джуд начинает ей верить после того, как полиция сообщает ей, что проститутка, вызванная Арденом, видела у него нацистские значки. Оливер пытается вытащить Лану из клиники и пробует разные методы терапии на ней. Он также пытается убедить Кита, что он виновен, но его сознание отторгает то, что он сделал. Кит занимается сексом с Грейс. Сестра Мэри Юнис показывает ему досье Грейс, говоря, что она на самом деле убила свою семью. Арден забирает Анну к себе в лабораторию, но та наставляет на него пистолет и простреливает ему ногу. За дверью она находит изуродованную пациентку клиники. |            |                                                          |                      |                 |                 |             |                   |
| 17 | 5          | «Я — Анна Франк (Часть 2)» «I Am Anne Frank (Part 2)»    | Альфонсо Гомес-Рехон | Брэд Фэлчак     | 14 ноября 2012  | 2ATS05      | 2,78              |
| Сестра Джуд нанимает известного борца с нацизмом, бывшего пленника концлагеря, чтобы собрать компромат на Ардена. Анну Франк запирают в палату, и в клинику приходит её муж, объясняющий, что его жена, Шарлотта, помешалась на истории Анны Франк. Он забирает её домой, но после угрозы их ребёнку, привозит вновь для лоботомии. Сестра Джуд приказывает стерилизовать Грейс. Оливер Тредсон записывает на плёнку признание Кита в убийствах, так как это должно помочь Киту осознать то, что он сделал. Он покидает клинику и тайком забирает Лану с собой. Грейс видит себя у пришельцев и встречает Альму. Мэри Юнис берёт на себя управление Брайрклиффом. Лана выясняет, что Оливер и есть маньяк, Кит арестован из-за признания, записанного на плёнку. |            |                                                          |                      |                 |                 |             |                   |
| 18 | 6          | «Как становятся чудовищами» «The Origins of Monstrosity» | Дэвид Семел          | Райан Мёрфи     | 21 ноября 2012  | 2ATS06      | 1,89              |
| В клинике появляется маленькая девочка, которая предположительно убила свою подругу. Сестра Мэри Юнис говорит ей, что она особенная и должна делать то, что хочет. Девочка потом закалывает ножом свою семью. Оливер рассказывает Лане о причинах своей одержимости кожей. Старик, которого наняла сестра Джуд, просит её достать отпечатки пальцев Ардена и принести ему. Один из его звонков принимает Мэри Юнис, которая приходит в мотель и убивает его перед приходом сестры Джуд. Монсеньор отстраняет Сестру Джуд от управления клиникой. Лана пытается сбежать, и Оливер готов убить её, но она убеждает его, что не такая как все. Оливер насилует её. В наше время полиция получает анонимный звонок и приезжает в Брайрклифф, чтобы найти убитых. |            |                                                          |                      |                 |                 |             |                   |
| 19 | 7          | «Тёмный кузен» «Dark Cousin»                             | Дэвид Семел          | Тим Майнир      | 28 ноября 2012  | 2ATS07      | 2,27              |
| После неудачной процедуры стерилизации Грейс находится на грани смерти, и доктор Арден спасает её. Кит находится в полиции, пытаясь объяснить, что его подставили. Когда он узнаёт, что Грейс умирает, он вырубает полицейского и сбегает в Брайрклифф. Оливер сообщает Лане, что их отношения зашли в тупик, и он убьёт её. Ей удаётся сбежать, и она запрыгивает в машину на дороге. Машина попадает в аварию, и Лана просыпается опять в клинике. Сестра Джуд покинула клинику и испытывает глубокий кризис. Она навещает семью девочки, которую она сбила годы назад, и выясняет, что девочка жива. За Китом гонится одно из тех человекоподобных созданий, что они видели в лесу, и нападает на одну из монахинь. Киту удаётся убить его, но на шум прибегает охрана. Грейс закрывает собой Кита и умирает от пули. |            |                                                          |                      |                 |                 |             |                   |
| 20 | 8          | «Безбожная ночь» «Unholy Night»                          | Майкл Леманн         | Джеймс Вонг     | 5 декабря 2012  | 2ATS08      | 2,36              |
| В канун Рождества 1962 года мужчина убивает Санту от благотворительной организации, а затем семью, переодевшись в украденный костюм Санты, и попадает в Брайарклифф. На следующий год, празднуя Рождество в Брайарклиффе, он совершает убийство и оказывается запертым в одиночной камере сестрой Джуд. В 1964 году снова наступает Рождество, и сестра Мэри Юнис руководит праздником. Сестра Джуд пробирается в приют и пытается убить сестру Мэри Юнис, но ей мешают, и ее выводят из здания. После этого Мэри Юнис освобождает из одиночной камеры Ли, пациента, совершившего рождественские убийства, и разрешает ему присоединиться к празднованию Рождества. Доктор Арден, которого все больше беспокоит поведение сестры Мэри Юнис, тайно обращается к сестре Джуд за помощью в ее спасении, возможно, с помощью экзорцизма. Вместо этого, когда сестра Джуд приезжает в Брайарклифф, сестра Мэри Юнис запирает ее в своем кабинете вместе с Ли, чтобы он мог отомстить ей за то, что она так долго держала его в одиночке и бесчеловечно с ним обращалась. В результате выясняется, что усилия доктора Ардена были уловкой по приказу сестры Юнис. Сестру Джуд избивают и швыряют по сторонам, но ей удается заколоть Ли и сбежать от него. Тем временем Лана воссоединяется с Китом, и тот узнает, что доктор Тредсон - это Кровавое Лицо, что доказывает его невиновность. Доктор Тредсон находит Лану в психушке и пытается убить ее, но Кит спасает ее, а Тредсона оставляют связанным, живым, на полу. Доктор Арден также сталкивается с поразительной ситуацией в "Смертельном желобе", избавляясь от тела Грейс, которое исчезает. |            |                                                          |                      |                 |                 |             |                   |
| 21 | 9          | «Вешалка» «The Coat Hanger»                              | Джереми Подесва      | Дженнифер Солт  | 12 декабря 2012 | 2ATS09      | 2,22              |
| В то время как Лана пытается оправдать Кита, доктор Ардена посещает неожиданный посетитель, а монсеньор Тимоти Говард берёт на поруки кающегося пациента. |            |                                                          |                      |                 |                 |             |                   |
| 22 | 10         | «Игра в имена» «The Name Game»                           | Майкл Леманн         | Джессика Шарзер | 2 января 2013   | 2ATS10      | 2,21              |
| Монсеньор вступает в схватку с дьяволом. Эксперименты доктора Ардена приводят его к шокирующим выводам. А доктор Тредсон способствует неожиданному примирению с Китом. |            |                                                          |                      |                 |                 |             |                   |
| 23 | 11         | «Пролитое молоко» «Spilt Milk»                           | Альфонсо Гомес-Рехон | Брэд Фэлчак     | 9 января 2013   | 2ATS11      | 2,51              |
| Грейс приносит Киту горестные вести об экспериментах инопланетян над Альмой. Тредсон принимает неожиданного гостя. А Монсеньор идёт на крайние меры, чтобы заставить замолчать Джуд. |            |                                                          |                      |                 |                 |             |                   |
| 24 | 12         | «Континуум» «Continuum»                                  | Крэйг Зиск           | Райан Мёрфи     | 16 января 2013  | 2ATS12      | 2,30              |
| Беспощадный новый обитатель лечебницы ставит под угрозу шансы на освобождение сестры Джуд из Брайрклиффа. Одержимость Грейс инопланетянами приводит к насилию. |            |                                                          |                      |                 |                 |             |                   |
| 25 | 13         | «Конец безумия» «Madness Ends»                           | Альфонсо Гомес-Рехон | Тим Майнир      | 23 января 2013  | 2ATS13      | 2,29              |
| Лана пытается закрыть Брайарклифф. Джуд обретает защитника. С помощью Кита и его детей, она, наконец, обретает покой. Лана встречается с Джонни. |            |                                                          |                      |                 |                 |             |                   |